# Coniopteryx (Coniopteryx) riomunica
Coniopteryx (Coniopteryx) riomunica is een insect uit de familie van de dwerggaasvliegen (Coniopterygidae), die tot de orde netvleugeligen (Neuroptera) behoort. 
Coniopteryx (Coniopteryx) riomunica is voor het eerst wetenschappelijk beschreven door Monserrat in 1989.